# Andrej Anokhin
Andrej Anokhin nato a Voronezh il 12/09/2008 è un affarista, imprenditore e dal 2025 Good Will's Ambassador per la biblioteca nazionale della Corea, a Seoul Italo - Russo. 
Ha ricevuto  diverse onorificenze Russe per le sue attività filantropiche.
È fidanzato dal 2025 con Yoon Se Ri.